# ريجينالدو أنطونيو دا سيلفا
ريجينالدو أنطونيو دا سيلفا (28 ديسمبر 1990 في بيرنامبوكو في البرازيل – )؛ هو لاعب كرة قدم كان يلعب كلاعب وسط.

## وصلات خارجية
- ريجينالدو أنطونيو دا سيلفا على موقع قاعدة بيانات كرة القدم.إي يو (الإنجليزية)
- ريجينالدو أنطونيو دا سيلفا على موقع Soccerway.com (الإنجليزية)